# تدمي التامور
يشير مصطلح تدمي التامور إلى وجود الدم في الكيس التاموري المحيط بالقلب. يشبه من الناحية السريرية انصباب التامور، كما يمكن أن يؤدي إلى حدوث الاندحاس القلبي اعتمادًا على حجم الدم وسرعة تطور الانصباب.
يمكن أن تنتج هذه الحالة عن نخر (موت نسيجي) شامل لكامل سماكة العضلة القلبية بعد احتشاء عضلة قلبية أو رض على الصدر، كما يمكن أن يسببها الإفراط في جرعة الأدوية المميعة للدم. تشمل الأسباب الأخرى تمزق أم دم جيب فالسالفا وأمهات الدم الأخرى التي تصيب قوس الأبهر.
يمكن تشخيص تدمي التامور بصورة شعاعية بسيطة للصدر أو فحص الصدر بالأمواج فوق الصوتية، أما علاجه الأكثر شيوعًا فهو بزل التامور. في حين لا يؤدي تدمي التامور بحد ذاته إلى الوفاة، يمكن أن يتسبب بالاندحاس القلبي، وهو حالة مميتة إذا تركت بدون علاج.

## الأعراض والعلامات
تشمل أعراض تدمي التامور عادة الزلة التنفسية وتسرع التنفس بشكل غير طبيعي والتعب العام، يمكن أن يعود كل عرض منها إلى مشكلة صحية خطيرة إذ لا تقتصر أسبابها على تدمي التامور. في عدد كبير من الحالات، يذكر المرضى شعورهم بانضغاط الصدر ويرتفع معدل نبضات القلب لديهم.

## السبب
لوحظ تدمي التامور كنتيجة لعدد من المسببات مثل الرض على الصدر وتمزق الجدار الحر بعد احتشاء العضلة القلبية والنزف ضمن كيس التامور بعد تسلخ أبهر من النمط أ وكاختلاط للإجراءات القلبية الغازية. لوحظ ارتباط ابيضاض الدم الحاد أيضًا بهذه الحالة. سُجل عدد من حالات تدمي التامور كأثر جانبي لتعاطي الأدوية المميعة. يجب توضيح هذه الحقيقة لجميع المرضى عند وصف هذه الأدوية.

## الآلية
تدمي التامور حالة مرضية تصيب الجهاز القلبي الوعائي. تبدأ عادة بتجمع الدم في كيس التامور خلف القلب، ويزداد الانصباب ليحيط في النهاية بالقلب بشكل كامل. يؤدي تراكم السائل لاحقًا إلى ارتفاع الضغط ضمن التامور. إذا أصبح الضغط في الكيس أكبر من الضغط داخل القلب، يمكن أن يحدث انضغاط في الأجواف القلبية المجاورة. يرتبط هذا الانضغاط، المعروف باسم اندحاس القلب، بتدمي التامور ويمكن أن يكون مميتًا إذا لم يشخص ويعالج بشكل إسعافي. تشمل العلامات المبكرة لاندحاس القلب انقلاب الجريان في الأذينة اليمنى خلال الانقباض البطيني يلي ذلك انضغاط انبساطي لمخرج البطين الأيمن.
سُجل عدد من الحالات التي لوحظ فيها تدمي التامور كتظاهر أولي لكثرة الصفيحات الأولية.

## التشخيص
يمكن تشخيص تدمي التامور باستخدام تخطيط صدى القلب، وهو فحص للقلب بالأمواج فوق الصوتية. عادة ما يُطلب للمريض صورة شعاعية بسيطة للصدر عند الشك بتدمي التامور، وتظهر الصورة زيادة في حجم القلب. تشمل العلامات الأخرى القابلة للملاحظة تسرع نبض القلب والاحتقان الوريدي الوداجي وانخفاض ضغط الدم والنبض العجائبي (التناقضي).

## العلاج
عند اكتشاف تدمي التامور، يعتمد العلاج عادة على بزل التامور، وهو إجراء طبي يشمل إدخال إبرة إلى كيس التامور لسحب السائل المتراكم. يستخدم الطبيب لإجراء هذا البزل نموذجيًا إبرة بقياس 18 فرنش يصل طولها إلى 8 سنتيمتر يدخلها بين الناتئ الرهابي والحافة الضلعية اليسرى حتى تصل إلى كيس التامور، حيث يمكن سحب السائل من الكيس. عادة ما تُترك قثطرة ضمن التامور للاستمرار في نزح السائل المتبقي بعد الإجراء الأولي. يمكن فيما بعد سحب القثطرة من جوف التامور عند توقف التدمي. يجب تدبير الأسباب المؤدية إلى هذه الإصابة مثل الإفراط في الأدوية المميعة للوقاية من نكسها.[بحاجة لمصدر]
في حين لا يعتبر تدمي التامور بحد ذاته مرضًا مميتا، يمكن أن يؤدي إلى اندحاس القلب الذي قد يسبب الوفاة في حال عدم علاجه بشكل إسعافي. وجدت إحدى الدراسات أن اندحاس القلب إصابة مميتة في 13.3% من الحالات التي لا يكون السبب فيها ورمًا خبيثًا.